# Priamos' skat
Priamos skat er en samling af guld og andre genstande, som blev fundet i 1873 af den klassiske arkæolog Heinrich Schliemann ved Hissarlik i nutidens Tyrkiet. Størstedelen af genstandene er udstillet på Pusjkinmuseet i Moskva i Rusland.
Schliemann påstod, at stedet var Homers Troja, og at genstandene havde tilhørt kong Priamos. Hans tilskrivning menes i dag at være resultatet af hans iver efter at finde steder og genstande ved hjælp af Iliaden, der foregår i det nordvestlige Tyrkiet. Trojas stratigrafi var endnu ikke fastslået. Det gjorde først arkæologen Carl Blegen. Stedet, hvor Priamos' skat blev fundet, er Troja II, hvorimod Priamos var konge i Troja VI eller VII, hundredvis af år senere.